# Liste der Biografien/Naw
Liste der Biografien |
Portal Biografien |
Personensuche
# |
A |
B |
C |
D |
E |
F |
G |
H |
I |
J |
K |
L |
M |
N |
O |
P |
Q |
R |
S |
T |
U |
V |
W |
X |
Y |
Z |
?
 
Na |
Nb |
Nc |
Nd |
Ne |
Nf |
Ng |
Nh |
Ni |
Nj |
Nk |
Nl |
Nm |
Nn |
No |
Nr |
Ns |
Nt |
Nu |
Nv |
Nw |
Nx |
Ny |
Nz
 
Naa |
Nab |
Nac |
Nad |
Nae |
Naf |
Nag |
Nah |
Nai |
Naj |
Nak |
Nal |
Nam |
Nan |
Nao |
Nap |
Naq |
Nar |
Nas |
Nat |
Nau |
Nav |
Naw |
Nax |
Nay |
Naz
Die Liste der Biografien führt alle Personen auf, die in der deutschsprachigen Wikipedia einen Artikel haben. Dieses ist eine Teilliste mit 72 Einträgen von Personen, deren Namen mit den Buchstaben „Naw“ beginnt.

## Naw
- Naw Kham (1969–2013), myanmarischer Krimineller
- Naw, Ei Ei Min, myanmarische Politikwissenschaftlerin und Menschenrechtsexpertin
- Naw, Hazem (* 2000), syrischer Tennisspieler

### Nawa
- Nawa, Fariba (* 1973), afghanisch-amerikanische Journalistin
- Nawa, Nagatoshi († 1336), japanischer Feldherr
- Nawab, Hussein Kuli Khan (1864–1946), persischer Diplomat
- Nawaf ibn Faisal ibn Fahd Al Saud (* 1978), saudi-arabischer Politiker
- Nawaf, Abed al- (* 1990), saudi-arabischer Fußballspieler
- Nawaf, Rashed (* 2005), katarischer Tennisspieler
- Nawahi, King Bennie (1899–1985), US-amerikanischer Countrysänger
- Nawai, Rabangaki (* 1985), kiribatischer Sprinter und Speerwerfer
- Nawakwi, Edith (1959–2025), sambische Politikerin
- Nawalichin, Dmitri Konstantinowitsch (1911–1991), russischer Architekt, Baubeamter und Hochschullehrer
- Nawałka, Adam (* 1957), polnischer Fußballspieler und -trainer
- Nawalnaja, Julija Borissowna (* 1976), russische Menschenrechtsaktivistin
- Nawalny, Alexei Anatoljewitsch (1976–2024), russischer Rechtsanwalt, oppositioneller Dissident, Menschenrechtsaktivist, Dokumentarfilmer und demokratischer PolitikerAlexei Anatoljewitsch Nawalny (1976–2024)

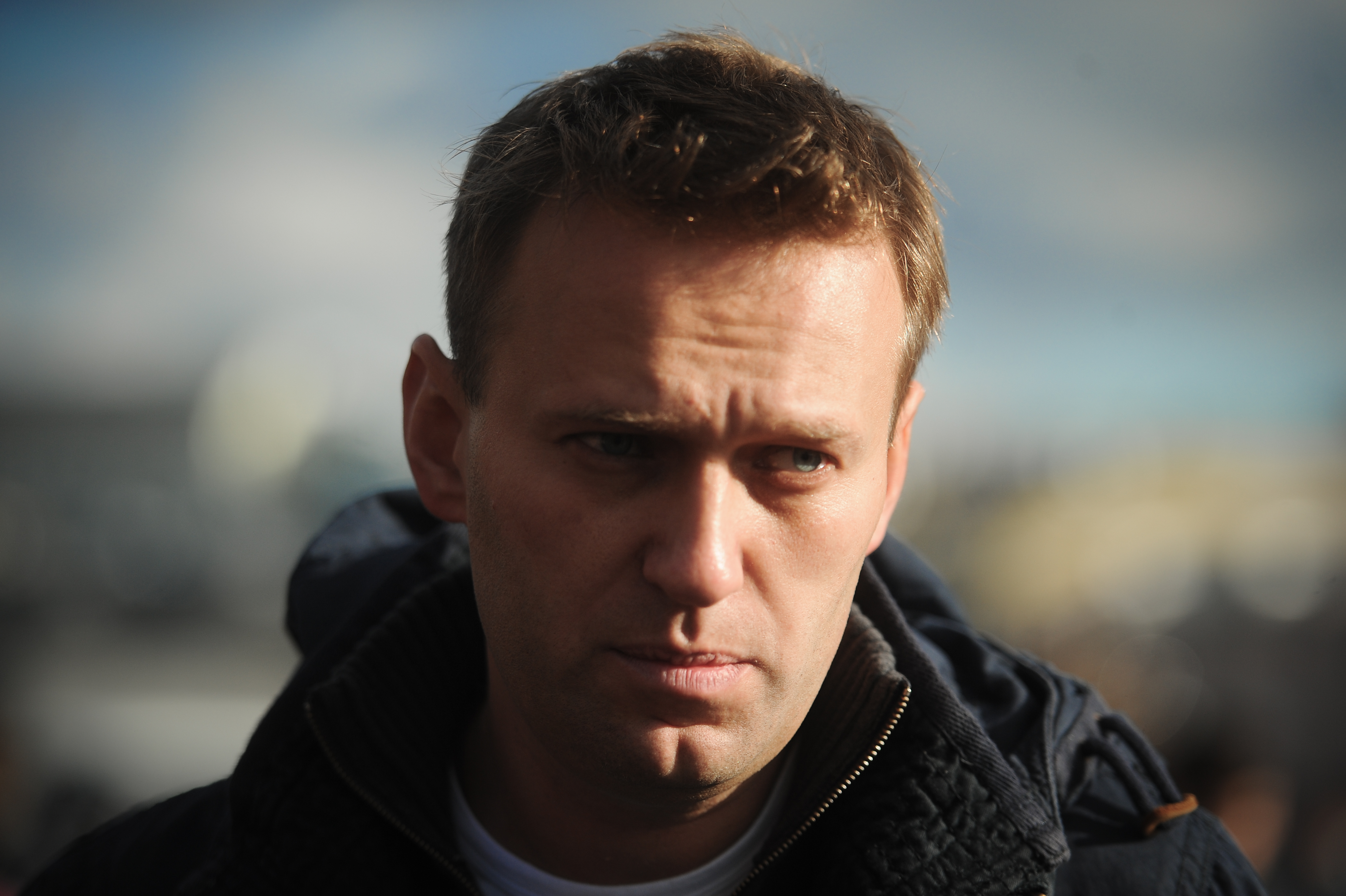
Alexei Anatoljewitsch Nawalny (1976–2024)

- Nawamin Chaiprasert (* 1995), thailändischer Fußballspieler
- Nawaphol Tantrasenee (* 1989), thailändischer Fußballspieler
- Nawaphonn Sonkham (* 2003), thailändischer Fußballspieler
- Nawarecki, Aleksander (* 1955), polnischer Literaturhistoriker, Literaturtheoretiker und Essayist
- Nawarenko, Jurij (* 1979), ukrainischer Eishockeyspieler
- Nawaschin, Sergei Gawrilowitsch (1857–1930), russischer Botaniker
- Nawassardjan, Swetlana (* 1946), sowjetisch-armenische Pianistin und Hochschullehrerin
- Nawata, Gaku (* 2006), japanischer Fußballspieler
- Nawatzki, Victor (1855–1940), deutscher Schiffbauer und Werftbesitzer
- Nawawī, an- (1233–1277), sunnitischer Gelehrter
- Nawaz, Mohammad (* 1994), pakistanischer Cricketspieler
- Nawaz, Muhammad (1924–2004), pakistanischer Speerwerfer
- Nawaz, Sidra (* 1994), pakistanische Cricketspielerin
- Nawaz, Zarqa (* 1968), kanadische Autorin, Journalistin, Rundfunksprecherin und Filmschaffende

### Nawe
- Naweh, Jair (* 1957), israelischer Generalmajor

### Nawi
- Nawi Chaiphetr (* 2005), thailändischer Fußballspieler
- Nawiasky, Eduard (1854–1925), österreichischer Opernsänger (Bariton)
- Nawiasky, Hans (1880–1961), österreichischer Staatsrechtler, einer der Väter der Verfassung des Freistaates Bayern (1946)
- Nawidemak, nubische Königin
- Nawinmet Cheawchan (* 2006), thailändischer Fußballspieler
- Nawizki, Henads (* 1949), belarussischer Politiker

### Nawk
- Nawka, Stanislaw (* 1960), deutscher Mediziner
- Nawka, Tatjana Alexandrowna (* 1975), russische EiskunstläuferinTatjana Alexandrowna Nawka (* 1975)

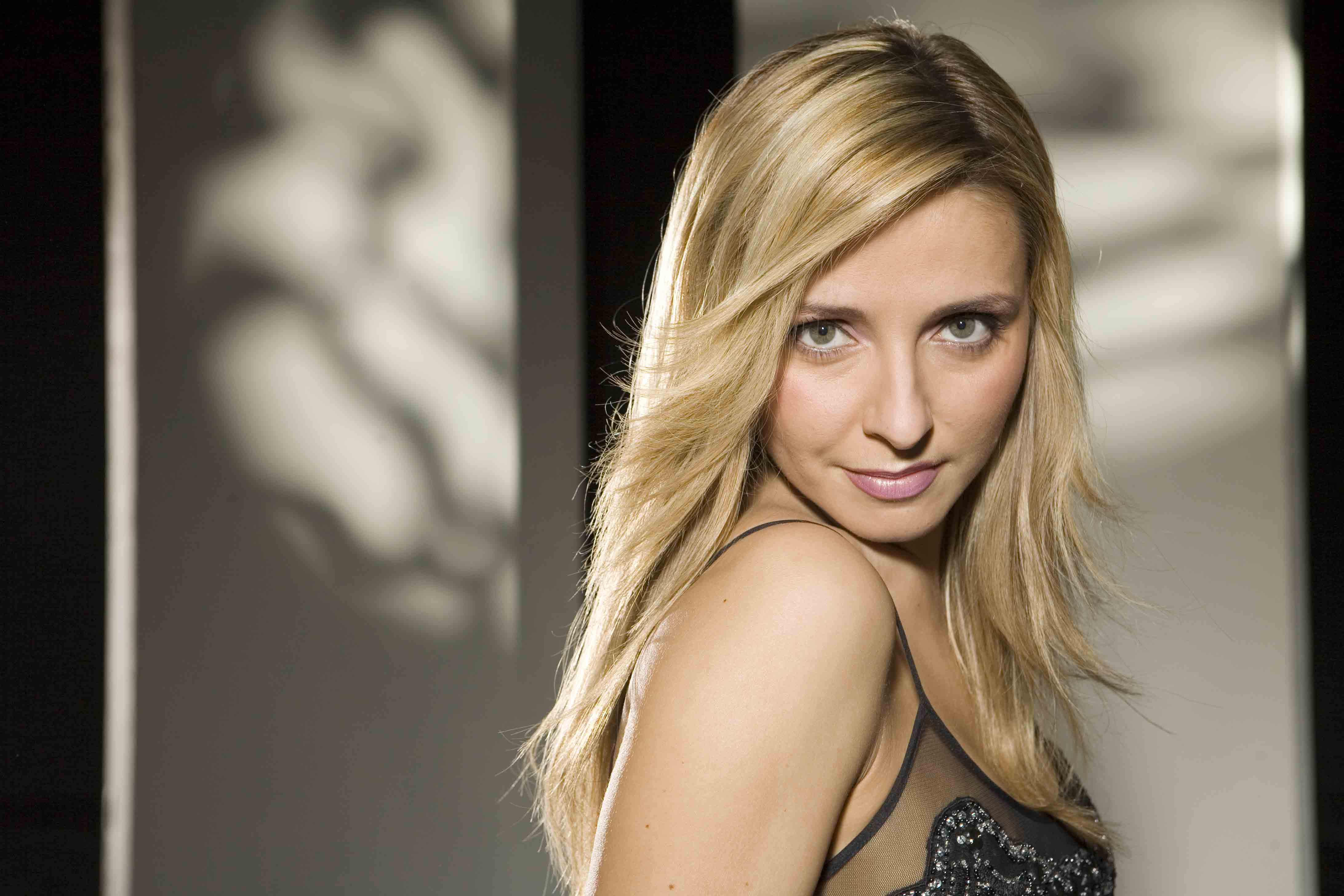
Tatjana Alexandrowna Nawka (* 1975)

### Nawm
- Nawmann, Wenceslaus († 1553), sächsischer Kanzler, Dresdner Ratsherr und Bürgermeister

### Nawo
- Nawolokin, Sergei Anatoljewitsch (* 1963), sowjetischer Radrennfahrer
- Nawon, Jitzchak (1921–2015), israelischer Politiker und Staatspräsident
- Nawowuna, Alice Aprot (* 1994), kenianische Langstreckenläuferin
- Nawowuna, Grace Loibach (* 2003), kenianische Langstreckenläuferin

### Nawr
- Nawrat, Christian (* 1969), deutscher Heeresoffizier und Brigadegeneral
- Nawrat, Matthias (* 1979), deutsch-polnischer Schriftsteller
- Nawrath, Alfred (1890–1970), deutscher Gymnasiallehrer, bremischer Beamter und Fotograf
- Nawrath, Axel (* 1954), deutscher Politiker (SPD)
- Nawrath, Bianca (* 1997), deutsche Schauspielerin, Moderatorin und Autorin
- Nawrath, David (* 1980), deutscher Drehbuchautor, Regisseur und Editor
- Nawrath, Johannes (* 1955), deutscher Maler und Grafiker
- Nawrath, Philipp (* 1993), deutscher Biathlet
- Nawrath, Thérèse (* 1984), deutsche Badmintonspielerin
- Nawratil, Heinz (1937–2015), deutscher Jurist und Autor
- Nawratil, Karl (1836–1914), österreichischer Komponist
- Nawrocka, Marta (* 1986), polnische First Lady, Ehefrau von Karol Nawrocki, Finanzbeamtin
- Nawrocki, Alexander (1909–1967), deutscher Politiker (CDU), Mitglied des Abgeordnetenhauses von Berlin
- Nawrocki, Axel (* 1944), deutscher Politiker (CDU) und Manager
- Nawrocki, Dennis (* 1992), deutsch-polnischer Basketballspieler
- Nawrocki, Dirk (1958–1994), deutscher Schauspieler
- Nawrocki, Janusz (* 1961), polnischer Fußballspieler
- Nawrocki, Joachim (1934–2013), deutscher Journalist und Autor
- Nawrocki, Josef (1880–1941), antifaschistischer Widerstandskämpfer
- Nawrocki, Karol (* 1983), polnischer HistorikerKarol Nawrocki (* 1983)

Karol Nawrocki (* 1983)

- Nawrocki, Maik (* 2001), deutsch-polnischer Fußballspieler
- Nawrocki, Otto (* 1923), deutscher Leichtathlet der Senioren
- Nawrot, Teresa (* 1948), polnische Schauspielerin
- Nawroth, Edgar (1912–2010), deutscher Dominikaner und Sozialethiker
- Nawroth, Georg (1911–1988), deutscher Maler, Grafiker und Plastiker
- Nawroth, Peter (* 1954), deutscher Mediziner und Hochschullehrer
- Nawrotzky, Ludwig (1912–1983), deutscher Zeichner und Illustrator

### Nawu
- Nawumawa, Darja (* 1995), belarussische Gewichtheberin